# Dolmen d'Ar Roc'h
Le dolmen d'Ar Roc'h est situé à Ploemeur dans le département français du Morbihan.

## Description
La table de couverture, dont le poids est estimé à 7 tonnes, repose sur quatre orthostates délimitant une chambre funéraire de forme carrée (2,20 m sur 2,20 m). L’orthostate sud-ouest, à gauche de l'entrée, est une longue et fine dalle (2,50 m pour 0,16 m d’épaisseur) qui comporte vingt-cinq cupules de tailles diverses sur sa face intérieure. Le cairn, encore visible, mesure 8 m de diamètre.

## Historique
En 1868, l'archéologue anglais W.C Lukis a dressé un plan du monument.
En 1918, Zacharie Le Rouzic a découvert dans les vestiges du tumulus des fragments d'un vase caliciforme en terre rouge décoré de traits en pointillés, dont le style a été daté de la fin du Néolithique / début de l'Age du cuivre.